# Sirius Black
Sirius Black, (narozen 3. listopadu 1959, zabit v boji 18. června 1996), mezi kamarády známý jako Tichošlápek, je fiktivní postavou z románů o kouzelnickém učni Harrym Potterovi od britské spisovatelky J. K. Rowlingové. Byl nejlepším přítelem Jamese Pottera, a proto se stal kmotrem jeho a Lilyina jediného syna Harryho Pottera.
Ve filmové sérii, která byla na motivy těchto románů natočena, tuto postavu ztvárnil britský herec Gary Oldman.
Jméno Sirius (v antické mytologii to byl pes hrdiny Oriona) odkazuje patrně na jeho schopnost přeměňovat se v psa.

## Životopis

### Původ
Sirius byl prvorozený mužský potomek významného čistokrevného kouzelnického rodu Blacků. Jeho rodiče Orion a Walburga Blackovi pocházeli oba z tohoto rodu a byli bratranec a sestřenice přes koleno. Sirius měl mladšího bratra Reguluse Blacka a tři starší sestřenice - Bellatrix,  Narcisu (matka Draca Malfoye) a Andromedu (matka Nymfadory Tonksové).

### Dětství a školní léta
Siriusův život nebyl zpočátku šťastný. Když se dostal do puberty, začal nenávidět většinu svých příbuzných kvůli jejich posedlosti čistou krví. Když přišel do Bradavic, dostal se do Nebelvíru, na rozdíl od ostatních členů rodiny Blacků, kteří chodili do Zmijozelu. Byl jedním ze skupiny přátel přezdívající si Pobertové, tvůrců Pobertova plánku. Jeho nejlepšími přáteli se stali James Potter, Remus Lupin a Peter Pettigrew. Společně se stali zvěromágy kvůli tomu, aby mohli při úplňku dělat společnost Remusovi, který byl vlkodlak. Sirius se proměňoval ve velkého černého psa, a proto dostal přezdívku Tichošlápek. Ačkoli se během studia spolu s Jamesem nechovali podle školního řádu, byli oblíbení jak mezi učiteli, před kterými prokázali svoji inteligenci, tak mezi spolužáky. Jejich školním nepřítelem byl Severus Snape a potažmo celý Zmijozel. Ze Snapea si jednou chtěl Sirius vystřelit a tak mu řekl, jak se dostat do tajné chodby vedoucí od Vrby mlátičky do Chroptící chýše. Bylo to zrovna v době, kdy tam byl ukryt Remus jako vlkodlak. O tom se včas dozvěděl James a Snapea zachránil.
V 16 letech utekl Sirius z domova a začal bydlet u Potterových. Za to si vysloužil vyškrtnutí z rodokmenu Blacků na starodávném gobelínu s rodokmenem rodu Blacků na Grimmauldově náměstí 12. Jeho strýc Alphard Black mu odkázal slušnou hromádku zlata, aby Sirius mohl být finančně nezávislý, a tak byl z rodokmenu vyškrtnut také.

### Uvěznění
Po dokončení školy začal Sirius bojovat proti lordu Voldemortovi a jeho stoupencům Smrtijedům a stal se členem Fénixova řádu. Šel také za svědka na svatbu Jamese a Lily a když se jim narodil syn, stal se jeho kmotrem.
V roce 1981 hrozil Potterovým útok ze strany lorda Voldemorta kvůli věštbě o jejich synovi, kterou vyslovila Sibyla Trelawneyová před Albusem Brumbálem. Brumbál Potterovy varoval a poradil jim, ať se ochrání Fideliovým zaklínadlem, které funguje tak, že si určí strážce tajemství, který jediný může prozradit, kde se nachází dům, jehož je strážcem. Brumbál se nabízel, že se stane strážcem, ale Potterovi si zvolili Siriuse. Ten ale pak manžele přemluvil, ať si raději zvolí Petra Pettigrewa, protože Voldemort bude předpokládat, že si zvolí jeho a ne Pettigrewa. Strážcem tajemství se tak stal Pettigrew, o čemž nevěděl nikdo kromě Potterových a Siriuse.
Pettigrew byl ale Smrtijed, tajemství Voldemortovi prozradil a ten tak na Potterovy zaútočil, zabil Jamese a Lily, a když vztáhl hůlku na Harryho, kouzlo se díky tomu, že Harryho matka se pro něj obětovala, obrátilo proti němu a Voldemort zmizel. Sirius proto vyhledal Pettigrewa a chtěl se mu pomstít. Na ulici plné mudlů ale začal Pettigrew obviňovat Siriuse ze smrti Jamese a Lily a mudlové to slyšeli, když přijeli lidé z ministerstva kouzel, způsobil Pettigrew explozi, při které zabil 12 mudlů, proměnil se v krysu a utekl. Sirius byl na základě mudlovských svědků a výpovědi Albuse Brumbála obviněn ze smrti Potterových a mudlů a služeb Voldemortovi a uvězněn v Azkabanu. Až do svého útěku v roce 1993 strávil v kouzelnickém vězení 12 let. Sirius patřil mezi nejvíce hlídané vězně, ale utekl ve své psí podobě, ve které ho mozkomorové nevnímali jako plnohodnotného tvora. Vězně hlídali mozkomorové, stvoření zla. Živili se štěstím, šťastnými vzpomínkami. Na Siriuse tolik nepůsobili, poněvadž jeho nevina, která ho udržovala při životě, nebyla šťastnou vzpomínkou, kromě toho se mohl v nejhorších chvílích proměnit v psa.

### V knihách
Poprvé byl Sirius zmíněn již v první kapitole prvního dílu Harry Potter a Kámen mudrců, když půjčil Hagridovi létající motorku, aby mohl odvézt Harryho ze zničeného domu Potterových k Brumbálovi.
Harry Potter a Kámen Mudrců
Na začátku knihy, když Hagrid, Minerva Mcgonagallová a Brumbál převáželi Harryho Pottera k Dursleyovým, Hagrid zmínil že mu létající motorku půjčil mladý Sirius Black.

#### Harry Potter a vězeň z Azkabanu
Na začátku knihy se Siriusovi jako vůbec prvnímu podaří utéct z Azkabanu bez pomoci zvenku. Využil k tomu své schopnosti zvěromága. Mozkomorové totiž nevidí, a tak když se proměnil v psa, mozkomorové vnímali jen to, že jeho (lidská) duše slábne. Jednou, když mu mozkomorové nesli jídlo, se mu podařilo utéct. Utekl, protože chtěl ochránit svého kmotřence před Pettigrewem, kterého krátce předtím viděl jako krysu na fotografii Weasleyových v Denním věštci a zjistil tak, že je v Bradavicích v jedné místnosti s Harrym. Od té doby proto stále ze spánku opakoval „je v Bradavicích“ a všichni si mysleli, že má na mysli Harryho. Sirius ale celou dobu mluvil o Pettigrewovi.
Po Siriusově útěku se okamžitě rozjela v kouzelnickém společenství obrovská pátrací akce, informován byl i mudlovský ministerský předseda. Sirius potkal Harryho ve své psí podobě krátce po jeho útěku od Dursleyových. Harry si o něm myslel, že je to smrtonoš. Pak se Sirius uchýlil do Prasinek a okolí, aby měl tak možnost dostat se k Pettigrewovi. Spřátelil se s Hermioniným kocourem Křivonožkou. Jednou se násilím pokusil dostat přes portrét Buclaté dámy do nebelvírské věže, ta ho ale nepustila a na škole byl spuštěn poplach. Později Siriusovi přinesl Křivonožka seznam hesel, který si odložil Neville Longbottom, a Sirius se dostal až do ložnice Harryho a Rona, kde roztrhal Ronovy závěsy, aby se dostal k Pettigrewovi. Ron se ale probudil a Sirius uprchl.
Na konci dílu se dostanou do Chroptící chýše postupně Sirius v podobě psa, Ron, kterého táhne pes s sebou a krysa Prašivka (Pettigrew), kterou drží Ron, Křivonožka a Harry a Hermiona, kteří chtějí Rona zachránit. Později jdou Lupin, který na plánku objeví jméno Petera Pettigrewa, který by měl být dávno mrtvý, a Snape, který objeví jméno Siriuse Blacka, kterého ze všech lidí nejvíce nenávidí. Harry chce Siriuse zabít, ale díky Lupinovu zásahu může Sirius vylíčit svůj příběh a vše se vysvětlí. Pettigrew je odhalen, Harry ale zabrání Siriusovi a Lupinovi v tom, aby ho zabili s tím, že by si jeho otec nepřál, aby se z jeho dvou nejlepších přátel stali vrazi. Při odchodu z chýše ale Lupin zapomene na to, že je úplněk a zapomněl si vzít svůj vlkodlačí lektvar, promění se ve vlkodlaka, Pettigrew uteče a Sirius je chycen mozkomory a má dostat jejich polibek. Harry a Hermiona mu ale na radu Brumbála pomocí obraceče času pomohou utéct. Odletí na hipogryfovi jménem Klofan, kterému tak zachránili život, protože měl být popraven za napadení Draca Malfoye. Sirius je tak stále hledaným zločincem.

#### Harry Potter a Ohnivý pohár
Sirius spolu s Klofanem uteče pryč z Evropy, mimo dosah ministerstva kouzel. S Harrym komunikuje pomocí soví pošty. Sirius se ale vrátí zpět do Británie poté, co mu Harry napíše, že se mu zdálo o Voldemortovi, že ho bolela jeho jizva a po událostech na mistrovství světa ve famfrpálu, kde se po 13 letech opět objevilo Znamení zla, a poté, co se doslechne, že Brumbál povolal z důchodu Alastora Moodyho zvaného Pošuk Moody. Sirius a Klofan se ukryjí v jeskyni blízko Prasinek, kde se živí krysami. Jednou mu tam Harry, Ron a Hermiona donesou lepší jídlo z Bradavic. Na konci knihy je pozván Brumbálem do Bradavic, aby byl nablízku Harrymu poté, co se ho lord Voldemort ve třetím úkolu v turnaji tří kouzelnických škol pokusí zabít a zúčastní se obnovy Fénixova řádu.

#### Harry Potter a Fénixův řád
Obnovenému Fénixovu řádu Sirius nemohl věnovat nic jiného než dům, který zdědil po rodičích, na Grimmauldově náměstí 12, protože se jako hledaný zločinec nemohl objevovat na veřejnosti a jeho zvířecí podoba byla zase kvůli Pettigrewovi známá Smrtijedům. Toho, že pro řád nic nedělá, si je dobře vědom a štve ho to, ale Snape mu to navíc neustále připomíná a nezapomíná dodávat, že on dělá pro Řád velmi nebezpečnou práci. Navíc je Sirius neustále naštvaný na šíleného domácího skřítka Kráturu, který poslouchá rozkazy portrétu Siriusovy matky a snaží se zachránit všemožné cennosti, které se Sirius a ostatní, kteří se podílí na úklidu domu, snaží vyhodit. Když opustí dům, aby vyprovodil Harryho a spolužáky do Bradavic, jeho podoba zvěromága je rozpoznána Luciem Malfoyem a ten to prozradí svému synovi Dracovi. Harry a Sirius jsou v kontaktu prostřednictvím letaxové sítě, jednou ho však téměř chytí Dolores Umbridgeová.
Ačkoli je Sirius stále schovaný v domě, je připraven kdykoli jít bojovat a alespoň částečně uspokojuje svou touhu po nebezpečí prostřednictvím Harryho, kterého podporuje v jeho činnosti proti Umbridgeové. Je také velmi ochotný, co se týče odpovídání otázek o Řádu a Voldemortovi, k nelibosti paní Weasleyové.
Jak Voldemort postupem času získává moc, podaří se mu do Harryho mysli vpravit vizi, že je Sirius na odboru záhad, kde má být mučen. Harry se tam s přáteli vydá, aby svého kmotra zachránil, ale Sirius tam není a Harry s přáteli musí bojovat proti Smrtijedům, kteří chtěli získat záznam věštby Sibyly Trelawneyové, jejíž plný obsah Voldemort neznal a chtěl ho zjistit. Snape mezitím zjistí, že studenti nejsou ve škole, zmobilizuje Řád a na odbor záhad dorazí jeho členové, včetně Siriuse. Řád a Smrtijedi proti sobě bojují, Sirius se postaví proti své sestřenici Smrtijedce Belatrix Lestrangeové, která ho nakonec odhozením za závěs smrti zabije. Harry se jí za to chce pomstít a poprvé použije kletbu, která se nepromíjí (Cruciatus), ale nechce jí doopravdy ublížit, a tak kletba neúčinkuje tak, jak by měla. Na ministerstvo kouzel dorazí také Voldemort, aby pomohl Smrtijedům získat věštbu a nesmírně ho rozzuří, když se dozví, že je koule s věštbou rozbitá. To už ale dorazí i Brumbál a svedou spolu s Voldemortem úžasný souboj. Voldemort se potom pokusí zmocnit se Harryho mysli, ale Harry je stále velmi nešťastný kvůli Siriusovi. Agónie, která se ho zmocní při Voldemortově vstupu, se ale změní ve smířlivou vidinu smrti a možnost setkání s otcem, matkou a Siriusem a to je pro Voldemorta tak bolestná zkušenost, že raději Harryho mysl opustí.
Po schůzce Brumbála s ministrem Korneliem Popletalem je Siriusovo jméno očištěno, už ale pozdě. Sirius odkázal všechen svůj majetek včetně domu na Grimmauldově náměstí a Krátury Harrymu. Harry ale ztratil jednu z nejbližších osob.

#### Harry Potter a relikvie smrti
Ačkoli je Sirius už dva roky mrtvý, objeví se i v posledním díle série. Když Harry objeví kámen vzkříšení, použije ho k tomu, aby ho jeho otec, matka, Sirius a Lupin podpořili na cestě k Voldemortovi, kterému se chce Harry vydat poté, co zjistil, že je jedním z viteálů. Sirius ho uklidní tím, že mu řekne, že smrt je rychlejší a snadnější než usínání.
Harry pojmenoval svého nejstaršího syna James Sirius Potter po svém otci a kmotrovi.

## Etymologie jména
Jeho jméno odkazuje na spojitost se psy:
- Sirius je nejjasnější dvojhvězda Sirius s magnitudou -1,46. Našli bychom ji v oku souhvězdí Velký pes pod Orionem. Sirius se člení na dvě složky Sirius A a Sirius B. Jeho menší složka Sirius B je vlastně bílý trpaslík. Sirius B byl prvním objeveným bílým trpaslíkem. Sirius je zároveň tradiční jméno pro členy rodu Blacků.
- Black - anglický výraz pro černou barvu.

Sirius Black tedy znamená buď „černý pes“ nebo „černá hvězda“ (spíše černý pes, jelikož Sirius se přeměňuje jako zvěromág na velkého černého psa).

## Rodina
Rodina Blackových je čistokrevným kouzelnickým rodem, jehož téměř všichni členové navštěvovali během studia ve Škole čar a kouzel v Bradavicích zmijozelskou kolej. Většina jeho členů byla hrdá na svůj čistokrevný původ a považovala čistokrevnost za něco zvláštního, co je opravňuje povyšovat se nad „nečistokrevné“.
Blackovi se brali s mnoha dalšími čistokrevnými černokněžnickými rodinami (Flintovi, Malfoyovi, Crabbeovi, Yaxleyovi, Lestrangeovi), ale i nečernokněžnickými (Skrkovi, Longbottomovi, Macmillanovi, Prewettovi, Weasleyovi). Mnoho členů rodu Blacků podporovalo myšlenky lorda Voldemorta, ale když vidělo jeho způsoby, odvrátili se od něj. Někteří se ale stali Smrtijedy jako třeba Regulus Black nebo Belatrix Lestrangeová.
Významným členem rodiny byl například Phineas Nigellus Black, bývalý ředitel Bradavic, který se v románech také několikrát objevil díky svému portrétu v pracovně ředitele Bradavic. Díky svým penězům měla rodina vliv na kouzelnické společenství, o čemž svědčí třeba Merlinův řád první třídy za služby prokázané ministerstvu Siriusova děda, o čemž v pátém dílu Sirius prohlásil: „To znamená, že jim dal hromadu zlata.“
Rodové sídlo Blackových je dům na Grimmauldově náměstí č. 12. Rodové heslo je Toujours Pur (Navždy čistí).

### Walburga Blacková
Walburga Blacková (1925-1985) byla matriarchou rodu Blacků. Je dcerou Polluxe Blacka a Irmy Crabbeové. Vzala si svého bratrance Oriona Blacka, se kterým měla dva syny - Siria a Regula - a je také tetou Belatrix Lestrangeové, Narcisy Malfoyové a Andromedy Tonksové. Když Sirius utekl z domu, Walburga propálila jeho jméno na rodokmenu rodu Blacků na Grimmauldově náměstí. Takto odstranila i jména svého bratra Alpharda, který Siriovi odkázal peníze a Andromedy Tonksové, protože si vzala mudlorozeného kouzelníka. Sirius svou matku a zbytek rodiny nenáviděl kvůli jejich posedlosti čistou krví. Jeho matka podporovala Voldemorta, než se naplno ukázalo, co všechno je ochoten udělat, aby se dostal k moci. Podle Siria ale byla vždycky více hrdá na Regula, který se už na škole stal Smrtijedem a studoval ve Zmijozelu, než na něj. Dívala se přes prsty na mudly a mudlům narozené.
V knize je známá pouze z portrétu, který je kouzlem trvalého přilnutí připevněn na Grimmauldově náměstí. Prostřednictvím něho ječí po celém domě nadávky, které většinou uráží krvezrádce a mudlorozené a také dává příkazy domácímu skřítkovi Kráturovi, ke kterému se chovala s jakousi laskavostí. Když dům sloužil jako hlavní štáb Fénixova řádu, členové portrét přikrývali zatahovacím závěsem, aby Walpurga nebyla vidět ani slyšet.

### Rodokmen Blacků
|  |  |                        |                        |                        |                        |                        |                        |  |  |                       |                       |                       |                       |                       |                       |                    |                    | Arcturus Black       | Arcturus Black       | Arcturus Black       | Arcturus Black       | Arcturus Black       | Arcturus Black       |  |  | Lucretia Blacková  | Lucretia Blacková  | Lucretia Blacková  | Lucretia Blacková  | Lucretia Blacková  | Lucretia Blacková  |  |  |                    |                    |                    |                    |                    |                    |  |  |                       |                    |                    |                    |                    |                    |  |  |                     |                     |                     |                     |                     |                     |
|  |  |                        |                        |                        |                        |                        |                        |  |  |                       |                       |                       |                       |                       |                       |                    |                    | Arcturus Black       | Arcturus Black       | Arcturus Black       | Arcturus Black       | Arcturus Black       | Arcturus Black       |  |  | Lucretia Blacková  | Lucretia Blacková  | Lucretia Blacková  | Lucretia Blacková  | Lucretia Blacková  | Lucretia Blacková  |  |  |                    |                    |                    |                    |                    |                    |  |  |                       |                    |                    |                    |                    |                    |  |  |                     |                     |                     |                     |                     |                     |
|  |  |                        |                        |                        |                        |                        |                        |  |  |                       |                       |                       |                       |                       |                       |                    |                    |                      |                      |                      |                      |                      |                      |  |  |                    |                    |                    |                    |                    |                    |  |  |                    |                    |                    |                    |                    |                    |  |  |                       |                    |                    |                    |                    |                    |  |  |                     |                     |                     |                     |                     |                     |
|  |  |                        |                        |                        |                        |                        |                        |  |  |                       |                       |                       |                       |                       |                       |                    |                    |                      |                      |                      |                      |                      |                      |  |  |                    |                    |                    |                    |                    |                    |  |  |                    |                    |                    |                    |                    |                    |  |  |                       |                    |                    |                    |                    |                    |  |  |                     |                     |                     |                     |                     |                     |
|  |  |                        |                        |                        |                        |                        |                        |  |  |                       |                       |                       |                       |                       |                       |                    |                    | Melania Macmillanová | Melania Macmillanová | Melania Macmillanová | Melania Macmillanová | Melania Macmillanová | Melania Macmillanová |  |  | Ignatius Prewett   | Ignatius Prewett   | Ignatius Prewett   | Ignatius Prewett   | Ignatius Prewett   | Ignatius Prewett   |  |  |                    |                    |                    |                    |                    |                    |  |  |                       |                    |                    |                    |                    |                    |  |  |                     |                     |                     |                     |                     |                     |
|  |  |                        |                        |                        |                        |                        |                        |  |  |                       |                       |                       |                       |                       |                       |                    |                    | Melania Macmillanová | Melania Macmillanová | Melania Macmillanová | Melania Macmillanová | Melania Macmillanová | Melania Macmillanová |  |  | Ignatius Prewett   | Ignatius Prewett   | Ignatius Prewett   | Ignatius Prewett   | Ignatius Prewett   | Ignatius Prewett   |  |  |                    |                    |                    |                    |                    |                    |  |  |                       |                    |                    |                    |                    |                    |  |  |                     |                     |                     |                     |                     |                     |
|  |  |                        |                        |                        |                        |                        |                        |  |  | Sirius Black          |                       |                       |                       |                       |                       |                    |                    |                      |                      |                      |                      |                      |                      |  |  |                    |                    |                    |                    |                    |                    |  |  |                    |                    |                    |                    |                    |                    |  |  |                       |                    |                    |                    |                    |                    |  |  |                     |                     |                     |                     |                     |                     |
|  |  |                        |                        |                        |                        |                        |                        |  |  |                       |                       |                       |                       |                       |                       |                    |                    |                      |                      |                      |                      |                      |                      |  |  |                    |                    |                    |                    |                    |                    |  |  |                    |                    |                    |                    |                    |                    |  |  |                       |                    |                    |                    |                    |                    |  |  |                     |                     |                     |                     |                     |                     |
|  |  |                        |                        |                        |                        |                        |                        |  |  |                       |                       |                       |                       |                       |                       |                    |                    | Lycoris Black        | Lycoris Black        | Lycoris Black        | Lycoris Black        | Lycoris Black        | Lycoris Black        |  |  | Orion Black        | Orion Black        | Orion Black        | Orion Black        | Orion Black        | Orion Black        |  |  | Sirius Black       | Sirius Black       | Sirius Black       | Sirius Black       | Sirius Black       | Sirius Black       |  |  |                       |                    |                    |                    |                    |                    |  |  |                     |                     |                     |                     |                     |                     |
|  |  |                        |                        |                        |                        |                        |                        |  |  |                       |                       |                       |                       |                       |                       |                    |                    | Lycoris Black        | Lycoris Black        | Lycoris Black        | Lycoris Black        | Lycoris Black        | Lycoris Black        |  |  | Orion Black        | Orion Black        | Orion Black        | Orion Black        | Orion Black        | Orion Black        |  |  | Sirius Black       | Sirius Black       | Sirius Black       | Sirius Black       | Sirius Black       | Sirius Black       |  |  |                       |                    |                    |                    |                    |                    |  |  |                     |                     |                     |                     |                     |                     |
|  |  |                        |                        |                        |                        |                        |                        |  |  | Hesper Gampová        |                       |                       |                       |                       |                       |                    |                    |                      |                      |                      |                      |                      |                      |  |  |                    |                    |                    |                    |                    |                    |  |  |                    |                    |                    |                    |                    |                    |  |  |                       |                    |                    |                    |                    |                    |  |  |                     |                     |                     |                     |                     |                     |
|  |  |                        |                        |                        |                        |                        |                        |  |  |                       |                       |                       |                       |                       |                       |                    |                    |                      |                      |                      |                      |                      |                      |  |  |                    |                    |                    |                    |                    |                    |  |  |                    |                    |                    |                    |                    |                    |  |  |                       |                    |                    |                    |                    |                    |  |  |                     |                     |                     |                     |                     |                     |
|  |  |                        |                        |                        |                        |                        |                        |  |  |                       |                       |                       |                       |                       |                       |                    |                    | Regulus Black        | Regulus Black        | Regulus Black        | Regulus Black        | Regulus Black        | Regulus Black        |  |  | Walburga Blacková  | Walburga Blacková  | Walburga Blacková  | Walburga Blacková  | Walburga Blacková  | Walburga Blacková  |  |  | Regulus Black      | Regulus Black      | Regulus Black      | Regulus Black      | Regulus Black      | Regulus Black      |  |  |                       |                    |                    |                    |                    |                    |  |  |                     |                     |                     |                     |                     |                     |
|  |  |                        |                        |                        |                        |                        |                        |  |  |                       |                       |                       |                       |                       |                       |                    |                    | Regulus Black        | Regulus Black        | Regulus Black        | Regulus Black        | Regulus Black        | Regulus Black        |  |  | Walburga Blacková  | Walburga Blacková  | Walburga Blacková  | Walburga Blacková  | Walburga Blacková  | Walburga Blacková  |  |  | Regulus Black      | Regulus Black      | Regulus Black      | Regulus Black      | Regulus Black      | Regulus Black      |  |  |                       |                    |                    |                    |                    |                    |  |  |                     |                     |                     |                     |                     |                     |
|  |  |                        |                        |                        |                        |                        |                        |  |  | Phineas Black         |                       |                       |                       |                       |                       |                    |                    |                      |                      |                      |                      |                      |                      |  |  |                    |                    |                    |                    |                    |                    |  |  |                    |                    |                    |                    |                    |                    |  |  |                       |                    |                    |                    |                    |                    |  |  |                     |                     |                     |                     |                     |                     |
|  |  |                        |                        |                        |                        |                        |                        |  |  |                       |                       |                       |                       |                       |                       |                    |                    |                      |                      |                      |                      |                      |                      |  |  |                    |                    |                    |                    |                    |                    |  |  |                    |                    |                    |                    |                    |                    |  |  |                       |                    |                    |                    |                    |                    |  |  |                     |                     |                     |                     |                     |                     |
|  |  | Sirius Black           | Sirius Black           | Sirius Black           | Sirius Black           | Sirius Black           | Sirius Black           |  |  |                       |                       |                       |                       |                       |                       |                    |                    | Pollux Black         | Pollux Black         | Pollux Black         | Pollux Black         | Pollux Black         | Pollux Black         |  |  | Alphard Black      | Alphard Black      | Alphard Black      | Alphard Black      | Alphard Black      | Alphard Black      |  |  | Belatrix Blacková  | Belatrix Blacková  | Belatrix Blacková  | Belatrix Blacková  | Belatrix Blacková  | Belatrix Blacková  |  |  |                       |                    |                    |                    |                    |                    |  |  |                     |                     |                     |                     |                     |                     |
|  |  | Sirius Black           | Sirius Black           | Sirius Black           | Sirius Black           | Sirius Black           | Sirius Black           |  |  |                       |                       |                       |                       |                       |                       |                    |                    | Pollux Black         | Pollux Black         | Pollux Black         | Pollux Black         | Pollux Black         | Pollux Black         |  |  | Alphard Black      | Alphard Black      | Alphard Black      | Alphard Black      | Alphard Black      | Alphard Black      |  |  | Belatrix Blacková  | Belatrix Blacková  | Belatrix Blacková  | Belatrix Blacková  | Belatrix Blacková  | Belatrix Blacková  |  |  |                       |                    |                    |                    |                    |                    |  |  |                     |                     |                     |                     |                     |                     |
|  |  |                        |                        |                        |                        |                        |                        |  |  |                       |                       |                       |                       |                       |                       |                    |                    |                      |                      |                      |                      |                      |                      |  |  |                    |                    |                    |                    |                    |                    |  |  |                    |                    |                    |                    |                    |                    |  |  |                       |                    |                    |                    |                    |                    |  |  |                     |                     |                     |                     |                     |                     |
|  |  |                        |                        |                        |                        |                        |                        |  |  |                       |                       |                       |                       |                       |                       |                    |                    |                      |                      |                      |                      |                      |                      |  |  |                    |                    |                    |                    |                    |                    |  |  |                    |                    |                    |                    |                    |                    |  |  |                       |                    |                    |                    |                    |                    |  |  |                     |                     |                     |                     |                     |                     |
|  |  | Phineas Nigellus Black | Phineas Nigellus Black | Phineas Nigellus Black | Phineas Nigellus Black | Phineas Nigellus Black | Phineas Nigellus Black |  |  |                       |                       |                       |                       |                       |                       |                    |                    | Irma Crabbeová       | Irma Crabbeová       | Irma Crabbeová       | Irma Crabbeová       | Irma Crabbeová       | Irma Crabbeová       |  |  |                    |                    |                    |                    |                    |                    |  |  | Rodolfus Lestrange | Rodolfus Lestrange | Rodolfus Lestrange | Rodolfus Lestrange | Rodolfus Lestrange | Rodolfus Lestrange |  |  |                       |                    |                    |                    |                    |                    |  |  |                     |                     |                     |                     |                     |                     |
|  |  | Phineas Nigellus Black | Phineas Nigellus Black | Phineas Nigellus Black | Phineas Nigellus Black | Phineas Nigellus Black | Phineas Nigellus Black |  |  |                       |                       |                       |                       |                       |                       |                    |                    | Irma Crabbeová       | Irma Crabbeová       | Irma Crabbeová       | Irma Crabbeová       | Irma Crabbeová       | Irma Crabbeová       |  |  |                    |                    |                    |                    |                    |                    |  |  | Rodolfus Lestrange | Rodolfus Lestrange | Rodolfus Lestrange | Rodolfus Lestrange | Rodolfus Lestrange | Rodolfus Lestrange |  |  |                       |                    |                    |                    |                    |                    |  |  |                     |                     |                     |                     |                     |                     |
|  |  |                        |                        |                        |                        |                        |                        |  |  | Cygnus Black          | Cygnus Black          | Cygnus Black          | Cygnus Black          | Cygnus Black          | Cygnus Black          |                    |                    |                      |                      |                      |                      |                      |                      |  |  | Cygnus Black       | Cygnus Black       | Cygnus Black       | Cygnus Black       | Cygnus Black       | Cygnus Black       |  |  |                    |                    |                    |                    |                    |                    |  |  | Remus Lupin           | Remus Lupin        | Remus Lupin        | Remus Lupin        | Remus Lupin        | Remus Lupin        |  |  |                     |                     |                     |                     |                     |                     |
|  |  |                        |                        |                        |                        |                        |                        |  |  | Cygnus Black          | Cygnus Black          | Cygnus Black          | Cygnus Black          | Cygnus Black          | Cygnus Black          |                    |                    |                      |                      |                      |                      |                      |                      |  |  | Cygnus Black       | Cygnus Black       | Cygnus Black       | Cygnus Black       | Cygnus Black       | Cygnus Black       |  |  |                    |                    |                    |                    |                    |                    |  |  | Remus Lupin           | Remus Lupin        | Remus Lupin        | Remus Lupin        | Remus Lupin        | Remus Lupin        |  |  |                     |                     |                     |                     |                     |                     |
|  |  | Ursula Flintová        | Ursula Flintová        | Ursula Flintová        | Ursula Flintová        | Ursula Flintová        | Ursula Flintová        |  |  |                       |                       |                       |                       |                       |                       |                    |                    | Cassiopeia Blacková  | Cassiopeia Blacková  | Cassiopeia Blacková  | Cassiopeia Blacková  | Cassiopeia Blacková  | Cassiopeia Blacková  |  |  |                    |                    |                    |                    |                    |                    |  |  | Andromeda Tonksová | Andromeda Tonksová | Andromeda Tonksová | Andromeda Tonksová | Andromeda Tonksová | Andromeda Tonksová |  |  |                       |                    |                    |                    |                    |                    |  |  | Ted Lupin           | Ted Lupin           | Ted Lupin           | Ted Lupin           | Ted Lupin           | Ted Lupin           |
|  |  | Ursula Flintová        | Ursula Flintová        | Ursula Flintová        | Ursula Flintová        | Ursula Flintová        | Ursula Flintová        |  |  |                       |                       |                       |                       |                       |                       |                    |                    | Cassiopeia Blacková  | Cassiopeia Blacková  | Cassiopeia Blacková  | Cassiopeia Blacková  | Cassiopeia Blacková  | Cassiopeia Blacková  |  |  |                    |                    |                    |                    |                    |                    |  |  | Andromeda Tonksová | Andromeda Tonksová | Andromeda Tonksová | Andromeda Tonksová | Andromeda Tonksová | Andromeda Tonksová |  |  |                       |                    |                    |                    |                    |                    |  |  | Ted Lupin           | Ted Lupin           | Ted Lupin           | Ted Lupin           | Ted Lupin           | Ted Lupin           |
|  |  |                        |                        |                        |                        |                        |                        |  |  | Violetta Bulstrodeová | Violetta Bulstrodeová | Violetta Bulstrodeová | Violetta Bulstrodeová | Violetta Bulstrodeová | Violetta Bulstrodeová |                    |                    |                      |                      |                      |                      |                      |                      |  |  | Druella Rosierová  | Druella Rosierová  | Druella Rosierová  | Druella Rosierová  | Druella Rosierová  | Druella Rosierová  |  |  |                    |                    |                    |                    |                    |                    |  |  | Nymfadora Tonksová    | Nymfadora Tonksová | Nymfadora Tonksová | Nymfadora Tonksová | Nymfadora Tonksová | Nymfadora Tonksová |  |  |                     |                     |                     |                     |                     |                     |
|  |  |                        |                        |                        |                        |                        |                        |  |  | Violetta Bulstrodeová | Violetta Bulstrodeová | Violetta Bulstrodeová | Violetta Bulstrodeová | Violetta Bulstrodeová | Violetta Bulstrodeová |                    |                    |                      |                      |                      |                      |                      |                      |  |  | Druella Rosierová  | Druella Rosierová  | Druella Rosierová  | Druella Rosierová  | Druella Rosierová  | Druella Rosierová  |  |  |                    |                    |                    |                    |                    |                    |  |  | Nymfadora Tonksová    | Nymfadora Tonksová | Nymfadora Tonksová | Nymfadora Tonksová | Nymfadora Tonksová | Nymfadora Tonksová |  |  |                     |                     |                     |                     |                     |                     |
|  |  | Elladora Blacková      | Elladora Blacková      | Elladora Blacková      | Elladora Blacková      | Elladora Blacková      | Elladora Blacková      |  |  |                       |                       |                       |                       |                       |                       |                    |                    | Marius Black         | Marius Black         | Marius Black         | Marius Black         | Marius Black         | Marius Black         |  |  |                    |                    |                    |                    |                    |                    |  |  | Ted Tonks          | Ted Tonks          | Ted Tonks          | Ted Tonks          | Ted Tonks          | Ted Tonks          |  |  |                       |                    |                    |                    |                    |                    |  |  |                     |                     |                     |                     |                     |                     |
|  |  | Elladora Blacková      | Elladora Blacková      | Elladora Blacková      | Elladora Blacková      | Elladora Blacková      | Elladora Blacková      |  |  |                       |                       |                       |                       |                       |                       |                    |                    | Marius Black         | Marius Black         | Marius Black         | Marius Black         | Marius Black         | Marius Black         |  |  |                    |                    |                    |                    |                    |                    |  |  | Ted Tonks          | Ted Tonks          | Ted Tonks          | Ted Tonks          | Ted Tonks          | Ted Tonks          |  |  |                       |                    |                    |                    |                    |                    |  |  |                     |                     |                     |                     |                     |                     |
|  |  |                        |                        |                        |                        |                        |                        |  |  |                       |                       |                       |                       |                       |                       |                    |                    |                      |                      |                      |                      |                      |                      |  |  |                    |                    |                    |                    |                    |                    |  |  |                    |                    |                    |                    |                    |                    |  |  |                       |                    |                    |                    |                    |                    |  |  |                     |                     |                     |                     |                     |                     |
|  |  |                        |                        |                        |                        |                        |                        |  |  |                       |                       |                       |                       |                       |                       |                    |                    |                      |                      |                      |                      |                      |                      |  |  |                    |                    |                    |                    |                    |                    |  |  |                    |                    |                    |                    |                    |                    |  |  |                       |                    |                    |                    |                    |                    |  |  |                     |                     |                     |                     |                     |                     |
|  |  | Isla Blacková          | Isla Blacková          | Isla Blacková          | Isla Blacková          | Isla Blacková          | Isla Blacková          |  |  |                       |                       |                       |                       |                       |                       |                    |                    | Dorea Black          | Dorea Black          | Dorea Black          | Dorea Black          | Dorea Black          | Dorea Black          |  |  |                    |                    |                    |                    |                    |                    |  |  | Narcissa Blacková  | Narcissa Blacková  | Narcissa Blacková  | Narcissa Blacková  | Narcissa Blacková  | Narcissa Blacková  |  |  |                       |                    |                    |                    |                    |                    |  |  |                     |                     |                     |                     |                     |                     |
|  |  | Isla Blacková          | Isla Blacková          | Isla Blacková          | Isla Blacková          | Isla Blacková          | Isla Blacková          |  |  |                       |                       |                       |                       |                       |                       |                    |                    | Dorea Black          | Dorea Black          | Dorea Black          | Dorea Black          | Dorea Black          | Dorea Black          |  |  |                    |                    |                    |                    |                    |                    |  |  | Narcissa Blacková  | Narcissa Blacková  | Narcissa Blacková  | Narcissa Blacková  | Narcissa Blacková  | Narcissa Blacková  |  |  |                       |                    |                    |                    |                    |                    |  |  |                     |                     |                     |                     |                     |                     |
|  |  |                        |                        |                        |                        |                        |                        |  |  |                       |                       |                       |                       |                       |                       |                    |                    |                      |                      |                      |                      |                      |                      |  |  | Potter             | Potter             | Potter             | Potter             | Potter             | Potter             |  |  |                    |                    |                    |                    |                    |                    |  |  | Draco Malfoy          | Draco Malfoy       | Draco Malfoy       | Draco Malfoy       | Draco Malfoy       | Draco Malfoy       |  |  |                     |                     |                     |                     |                     |                     |
|  |  |                        |                        |                        |                        |                        |                        |  |  |                       |                       |                       |                       |                       |                       |                    |                    |                      |                      |                      |                      |                      |                      |  |  | Potter             | Potter             | Potter             | Potter             | Potter             | Potter             |  |  |                    |                    |                    |                    |                    |                    |  |  | Draco Malfoy          | Draco Malfoy       | Draco Malfoy       | Draco Malfoy       | Draco Malfoy       | Draco Malfoy       |  |  |                     |                     |                     |                     |                     |                     |
|  |  | Bob Hitchens           | Bob Hitchens           | Bob Hitchens           | Bob Hitchens           | Bob Hitchens           | Bob Hitchens           |  |  |                       |                       |                       |                       |                       |                       |                    |                    | Charlus Potter       | Charlus Potter       | Charlus Potter       | Charlus Potter       | Charlus Potter       | Charlus Potter       |  |  |                    |                    |                    |                    |                    |                    |  |  | Lucius Malfoy      | Lucius Malfoy      | Lucius Malfoy      | Lucius Malfoy      | Lucius Malfoy      | Lucius Malfoy      |  |  |                       |                    |                    |                    |                    |                    |  |  | Scorpius Malfoy     | Scorpius Malfoy     | Scorpius Malfoy     | Scorpius Malfoy     | Scorpius Malfoy     | Scorpius Malfoy     |
|  |  | Bob Hitchens           | Bob Hitchens           | Bob Hitchens           | Bob Hitchens           | Bob Hitchens           | Bob Hitchens           |  |  |                       |                       |                       |                       |                       |                       |                    |                    | Charlus Potter       | Charlus Potter       | Charlus Potter       | Charlus Potter       | Charlus Potter       | Charlus Potter       |  |  |                    |                    |                    |                    |                    |                    |  |  | Lucius Malfoy      | Lucius Malfoy      | Lucius Malfoy      | Lucius Malfoy      | Lucius Malfoy      | Lucius Malfoy      |  |  |                       |                    |                    |                    |                    |                    |  |  | Scorpius Malfoy     | Scorpius Malfoy     | Scorpius Malfoy     | Scorpius Malfoy     | Scorpius Malfoy     | Scorpius Malfoy     |
|  |  |                        |                        |                        |                        |                        |                        |  |  |                       |                       |                       |                       |                       |                       |                    |                    |                      |                      |                      |                      |                      |                      |  |  |                    |                    |                    |                    |                    |                    |  |  |                    |                    |                    |                    |                    |                    |  |  | Astoria Greengrassová |                    |                    |                    |                    |                    |  |  |                     |                     |                     |                     |                     |                     |
|  |  |                        |                        |                        |                        |                        |                        |  |  |                       |                       |                       |                       |                       |                       |                    |                    |                      |                      |                      |                      |                      |                      |  |  |                    |                    |                    |                    |                    |                    |  |  |                    |                    |                    |                    |                    |                    |  |  |                       |                    |                    |                    |                    |                    |  |  |                     |                     |                     |                     |                     |                     |
|  |  |                        |                        |                        |                        |                        |                        |  |  |                       |                       |                       |                       |                       |                       |                    |                    | Burke                | Burke                | Burke                | Burke                | Burke                | Burke                |  |  | Callidora Blacková | Callidora Blacková | Callidora Blacková | Callidora Blacková | Callidora Blacková | Callidora Blacková |  |  | Longbottom         | Longbottom         | Longbottom         | Longbottom         | Longbottom         | Longbottom         |  |  |                       |                    |                    |                    |                    |                    |  |  |                     |                     |                     |                     |                     |                     |
|  |  |                        |                        |                        |                        |                        |                        |  |  |                       |                       |                       |                       |                       |                       |                    |                    | Burke                | Burke                | Burke                | Burke                | Burke                | Burke                |  |  | Callidora Blacková | Callidora Blacková | Callidora Blacková | Callidora Blacková | Callidora Blacková | Callidora Blacková |  |  | Longbottom         | Longbottom         | Longbottom         | Longbottom         | Longbottom         | Longbottom         |  |  |                       |                    |                    |                    |                    |                    |  |  |                     |                     |                     |                     |                     |                     |
|  |  |                        |                        |                        |                        |                        |                        |  |  | Belvina Blacková      | Belvina Blacková      | Belvina Blacková      | Belvina Blacková      | Belvina Blacková      | Belvina Blacková      |                    |                    |                      |                      |                      |                      |                      |                      |  |  |                    |                    |                    |                    |                    |                    |  |  |                    |                    |                    |                    |                    |                    |  |  | Fleur Delacourová     | Fleur Delacourová  | Fleur Delacourová  | Fleur Delacourová  | Fleur Delacourová  | Fleur Delacourová  |  |  | Victoire Weasleyová | Victoire Weasleyová | Victoire Weasleyová | Victoire Weasleyová | Victoire Weasleyová | Victoire Weasleyová |
|  |  |                        |                        |                        |                        |                        |                        |  |  | Belvina Blacková      | Belvina Blacková      | Belvina Blacková      | Belvina Blacková      | Belvina Blacková      | Belvina Blacková      |                    |                    |                      |                      |                      |                      |                      |                      |  |  |                    |                    |                    |                    |                    |                    |  |  |                    |                    |                    |                    |                    |                    |  |  | Fleur Delacourová     | Fleur Delacourová  | Fleur Delacourová  | Fleur Delacourová  | Fleur Delacourová  | Fleur Delacourová  |  |  | Victoire Weasleyová | Victoire Weasleyová | Victoire Weasleyová | Victoire Weasleyová | Victoire Weasleyová | Victoire Weasleyová |
|  |  |                        |                        |                        |                        |                        |                        |  |  |                       |                       |                       |                       |                       |                       |                    |                    | Burke                | Burke                | Burke                | Burke                | Burke                | Burke                |  |  | Harfang Longbottom | Harfang Longbottom | Harfang Longbottom | Harfang Longbottom | Harfang Longbottom | Harfang Longbottom |  |  | Longbottom         | Longbottom         | Longbottom         | Longbottom         | Longbottom         | Longbottom         |  |  |                       |                    |                    |                    |                    |                    |  |  |                     |                     |                     |                     |                     |                     |
|  |  |                        |                        |                        |                        |                        |                        |  |  |                       |                       |                       |                       |                       |                       |                    |                    | Burke                | Burke                | Burke                | Burke                | Burke                | Burke                |  |  | Harfang Longbottom | Harfang Longbottom | Harfang Longbottom | Harfang Longbottom | Harfang Longbottom | Harfang Longbottom |  |  | Longbottom         | Longbottom         | Longbottom         | Longbottom         | Longbottom         | Longbottom         |  |  |                       |                    |                    |                    |                    |                    |  |  |                     |                     |                     |                     |                     |                     |
|  |  |                        |                        |                        |                        |                        |                        |  |  | Herbert Burke         | Herbert Burke         | Herbert Burke         | Herbert Burke         | Herbert Burke         | Herbert Burke         |                    |                    |                      |                      |                      |                      |                      |                      |  |  |                    |                    |                    |                    |                    |                    |  |  |                    |                    |                    |                    |                    |                    |  |  | William Weasley       | William Weasley    | William Weasley    | William Weasley    | William Weasley    | William Weasley    |  |  | Další děti          | Další děti          | Další děti          | Další děti          | Další děti          | Další děti          |
|  |  |                        |                        |                        |                        |                        |                        |  |  | Herbert Burke         | Herbert Burke         | Herbert Burke         | Herbert Burke         | Herbert Burke         | Herbert Burke         |                    |                    |                      |                      |                      |                      |                      |                      |  |  |                    |                    |                    |                    |                    |                    |  |  |                    |                    |                    |                    |                    |                    |  |  | William Weasley       | William Weasley    | William Weasley    | William Weasley    | William Weasley    | William Weasley    |  |  | Další děti          | Další děti          | Další děti          | Další děti          | Další děti          | Další děti          |
|  |  |                        |                        |                        |                        |                        |                        |  |  |                       |                       |                       |                       |                       |                       |                    |                    | Burkeová             | Burkeová             | Burkeová             | Burkeová             | Burkeová             | Burkeová             |  |  | Cedrella Blacková  | Cedrella Blacková  | Cedrella Blacková  | Cedrella Blacková  | Cedrella Blacková  | Cedrella Blacková  |  |  | Bilius Weasley     | Bilius Weasley     | Bilius Weasley     | Bilius Weasley     | Bilius Weasley     | Bilius Weasley     |  |  |                       |                    |                    |                    |                    |                    |  |  |                     |                     |                     |                     |                     |                     |
|  |  |                        |                        |                        |                        |                        |                        |  |  |                       |                       |                       |                       |                       |                       |                    |                    | Burkeová             | Burkeová             | Burkeová             | Burkeová             | Burkeová             | Burkeová             |  |  | Cedrella Blacková  | Cedrella Blacková  | Cedrella Blacková  | Cedrella Blacková  | Cedrella Blacková  | Cedrella Blacková  |  |  | Bilius Weasley     | Bilius Weasley     | Bilius Weasley     | Bilius Weasley     | Bilius Weasley     | Bilius Weasley     |  |  |                       |                    |                    |                    |                    |                    |  |  |                     |                     |                     |                     |                     |                     |
|  |  |                        |                        |                        |                        |                        |                        |  |  |                       |                       |                       |                       |                       |                       |                    |                    |                      |                      |                      |                      |                      |                      |  |  |                    |                    |                    |                    |                    |                    |  |  |                    |                    |                    |                    |                    |                    |  |  | Charlie Weasley       |                    |                    |                    |                    |                    |  |  |                     |                     |                     |                     |                     |                     |
|  |  |                        |                        |                        |                        |                        |                        |  |  |                       |                       |                       |                       |                       |                       |                    |                    |                      |                      |                      |                      |                      |                      |  |  |                    |                    |                    |                    |                    |                    |  |  |                    |                    |                    |                    |                    |                    |  |  |                       |                    |                    |                    |                    |                    |  |  |                     |                     |                     |                     |                     |                     |
|  |  |                        |                        |                        |                        |                        |                        |  |  |                       |                       |                       |                       | Arcturus Black        | Arcturus Black        | Arcturus Black     | Arcturus Black     | Arcturus Black       | Arcturus Black       |                      |                      |                      |                      |  |  | Septimus Weasley   | Septimus Weasley   | Septimus Weasley   | Septimus Weasley   | Septimus Weasley   | Septimus Weasley   |  |  | Arthur Weasley     | Arthur Weasley     | Arthur Weasley     | Arthur Weasley     | Arthur Weasley     | Arthur Weasley     |  |  |                       |                    |                    |                    |                    |                    |  |  |                     |                     |                     |                     |                     |                     |
|  |  |                        |                        |                        |                        |                        |                        |  |  |                       |                       |                       |                       | Arcturus Black        | Arcturus Black        | Arcturus Black     | Arcturus Black     | Arcturus Black       | Arcturus Black       |                      |                      |                      |                      |  |  | Septimus Weasley   | Septimus Weasley   | Septimus Weasley   | Septimus Weasley   | Septimus Weasley   | Septimus Weasley   |  |  | Arthur Weasley     | Arthur Weasley     | Arthur Weasley     | Arthur Weasley     | Arthur Weasley     | Arthur Weasley     |  |  |                       |                    |                    |                    |                    |                    |  |  |                     |                     |                     |                     |                     |                     |
|  |  |                        |                        |                        |                        |                        |                        |  |  |                       |                       |                       |                       |                       |                       |                    |                    |                      |                      |                      |                      |                      |                      |  |  |                    |                    |                    |                    |                    |                    |  |  |                    |                    |                    |                    |                    |                    |  |  | Percy Weasley         |                    |                    |                    |                    |                    |  |  |                     |                     |                     |                     |                     |                     |
|  |  |                        |                        |                        |                        |                        |                        |  |  |                       |                       |                       |                       |                       |                       |                    |                    |                      |                      |                      |                      |                      |                      |  |  |                    |                    |                    |                    |                    |                    |  |  |                    |                    |                    |                    |                    |                    |  |  |                       |                    |                    |                    |                    |                    |  |  |                     |                     |                     |                     |                     |                     |
|  |  |                        |                        |                        |                        |                        |                        |  |  |                       |                       |                       |                       | Lysandra Yaxleyová    | Lysandra Yaxleyová    | Lysandra Yaxleyová | Lysandra Yaxleyová | Lysandra Yaxleyová   | Lysandra Yaxleyová   |                      |                      |                      |                      |  |  | Charis Blacková    | Charis Blacková    | Charis Blacková    | Charis Blacková    | Charis Blacková    | Charis Blacková    |  |  | Molly Prewettová   | Molly Prewettová   | Molly Prewettová   | Molly Prewettová   | Molly Prewettová   | Molly Prewettová   |  |  |                       |                    |                    |                    |                    |                    |  |  |                     |                     |                     |                     |                     |                     |
|  |  |                        |                        |                        |                        |                        |                        |  |  |                       |                       |                       |                       | Lysandra Yaxleyová    | Lysandra Yaxleyová    | Lysandra Yaxleyová | Lysandra Yaxleyová | Lysandra Yaxleyová   | Lysandra Yaxleyová   |                      |                      |                      |                      |  |  | Charis Blacková    | Charis Blacková    | Charis Blacková    | Charis Blacková    | Charis Blacková    | Charis Blacková    |  |  | Molly Prewettová   | Molly Prewettová   | Molly Prewettová   | Molly Prewettová   | Molly Prewettová   | Molly Prewettová   |  |  |                       |                    |                    |                    |                    |                    |  |  |                     |                     |                     |                     |                     |                     |
|  |  |                        |                        |                        |                        |                        |                        |  |  |                       |                       |                       |                       |                       |                       |                    |                    |                      |                      |                      |                      |                      |                      |  |  |                    |                    |                    |                    |                    |                    |  |  |                    |                    |                    |                    |                    |                    |  |  | George Weasley        |                    |                    |                    |                    |                    |  |  |                     |                     |                     |                     |                     |                     |
|  |  |                        |                        |                        |                        |                        |                        |  |  |                       |                       |                       |                       |                       |                       |                    |                    |                      |                      |                      |                      |                      |                      |  |  |                    |                    |                    |                    |                    |                    |  |  |                    |                    |                    |                    |                    |                    |  |  |                       |                    |                    |                    |                    |                    |  |  |                     |                     |                     |                     |                     |                     |
|  |  |                        |                        |                        |                        |                        |                        |  |  |                       |                       |                       |                       |                       |                       |                    |                    |                      |                      |                      |                      |                      |                      |  |  | Caspar Skrk        | Caspar Skrk        | Caspar Skrk        | Caspar Skrk        | Caspar Skrk        | Caspar Skrk        |  |  | Skrk               | Skrk               | Skrk               | Skrk               | Skrk               | Skrk               |  |  |                       |                    |                    |                    |                    |                    |  |  | Fred Weasley        | Fred Weasley        | Fred Weasley        | Fred Weasley        | Fred Weasley        | Fred Weasley        |
|  |  |                        |                        |                        |                        |                        |                        |  |  |                       |                       |                       |                       |                       |                       |                    |                    |                      |                      |                      |                      |                      |                      |  |  | Caspar Skrk        | Caspar Skrk        | Caspar Skrk        | Caspar Skrk        | Caspar Skrk        | Caspar Skrk        |  |  | Skrk               | Skrk               | Skrk               | Skrk               | Skrk               | Skrk               |  |  |                       |                    |                    |                    |                    |                    |  |  | Fred Weasley        | Fred Weasley        | Fred Weasley        | Fred Weasley        | Fred Weasley        | Fred Weasley        |
|  |  |                        |                        |                        |                        |                        |                        |  |  |                       |                       |                       |                       |                       |                       |                    |                    |                      |                      |                      |                      |                      |                      |  |  |                    |                    |                    |                    |                    |                    |  |  |                    |                    |                    |                    |                    |                    |  |  | Angelina Johnsonová   |                    |                    |                    |                    |                    |  |  |                     |                     |                     |                     |                     |                     |
|  |  |                        |                        |                        |                        |                        |                        |  |  |                       |                       |                       |                       |                       |                       |                    |                    |                      |                      |                      |                      |                      |                      |  |  |                    |                    |                    |                    |                    |                    |  |  |                    |                    |                    |                    |                    |                    |  |  |                       |                    |                    |                    |                    |                    |  |  |                     |                     |                     |                     |                     |                     |
|  |  |                        |                        |                        |                        |                        |                        |  |  |                       |                       |                       |                       |                       |                       |                    |                    |                      |                      |                      |                      |                      |                      |  |  |                    |                    |                    |                    |                    |                    |  |  | Skrková            |                    |                    |                    |                    |                    |  |  |                       |                    |                    |                    |                    |                    |  |  |                     |                     |                     |                     |                     |                     |
|  |  |                        |                        |                        |                        |                        |                        |  |  |                       |                       |                       |                       |                       |                       |                    |                    |                      |                      |                      |                      |                      |                      |  |  |                    |                    |                    |                    |                    |                    |  |  |                    |                    |                    |                    |                    |                    |  |  |                       |                    |                    |                    |                    |                    |  |  |                     |                     |                     |                     |                     |                     |
|  |  |                        |                        |                        |                        |                        |                        |  |  |                       |                       |                       |                       |                       |                       |                    |                    |                      |                      |                      |                      |                      |                      |  |  |                    |                    |                    |                    |                    |                    |  |  |                    |                    |                    |                    |                    |                    |  |  | Fred Weasley          |                    |                    |                    |                    |                    |  |  |                     |                     |                     |                     |                     |                     |
|  |  |                        |                        |                        |                        |                        |                        |  |  |                       |                       |                       |                       |                       |                       |                    |                    |                      |                      |                      |                      |                      |                      |  |  |                    |                    |                    |                    |                    |                    |  |  |                    |                    |                    |                    |                    |                    |  |  |                       |                    |                    |                    |                    |                    |  |  |                     |                     |                     |                     |                     |                     |
|  |  |                        |                        |                        |                        |                        |                        |  |  |                       |                       |                       |                       |                       |                       |                    |                    |                      |                      |                      |                      |                      |                      |  |  |                    |                    |                    |                    |                    |                    |  |  | Skrková            | Skrková            | Skrková            | Skrková            | Skrková            | Skrková            |  |  |                       |                    |                    |                    |                    |                    |  |  | Rose Weasleyová     | Rose Weasleyová     | Rose Weasleyová     | Rose Weasleyová     | Rose Weasleyová     | Rose Weasleyová     |
|  |  |                        |                        |                        |                        |                        |                        |  |  |                       |                       |                       |                       |                       |                       |                    |                    |                      |                      |                      |                      |                      |                      |  |  |                    |                    |                    |                    |                    |                    |  |  | Skrková            | Skrková            | Skrková            | Skrková            | Skrková            | Skrková            |  |  |                       |                    |                    |                    |                    |                    |  |  | Rose Weasleyová     | Rose Weasleyová     | Rose Weasleyová     | Rose Weasleyová     | Rose Weasleyová     | Rose Weasleyová     |
|  |  |                        |                        |                        |                        |                        |                        |  |  |                       |                       |                       |                       |                       |                       |                    |                    |                      |                      |                      |                      |                      |                      |  |  |                    |                    |                    |                    |                    |                    |  |  |                    |                    |                    |                    |                    |                    |  |  | Ronald Weasley        |                    |                    |                    |                    |                    |  |  |                     |                     |                     |                     |                     |                     |
|  |  |                        |                        |                        |                        |                        |                        |  |  |                       |                       |                       |                       |                       |                       |                    |                    |                      |                      |                      |                      |                      |                      |  |  |                    |                    |                    |                    |                    |                    |  |  |                    |                    |                    |                    |                    |                    |  |  |                       |                    |                    |                    |                    |                    |  |  |                     |                     |                     |                     |                     |                     |
|  |  |                        |                        |                        |                        |                        |                        |  |  |                       |                       |                       |                       |                       |                       |                    |                    |                      |                      |                      |                      |                      |                      |  |  |                    |                    |                    |                    |                    |                    |  |  |                    |                    |                    |                    |                    |                    |  |  |                       |                    |                    |                    |                    |                    |  |  | Hugo Weasley        |                     |                     |                     |                     |                     |
|  |  |                        |                        |                        |                        |                        |                        |  |  |                       |                       |                       |                       |                       |                       |                    |                    |                      |                      |                      |                      |                      |                      |  |  |                    |                    |                    |                    |                    |                    |  |  |                    |                    |                    |                    |                    |                    |  |  |                       |                    |                    |                    |                    |                    |  |  |                     |                     |                     |                     |                     |                     |
|  |  |                        |                        |                        |                        |                        |                        |  |  |                       |                       |                       |                       |                       |                       |                    |                    |                      |                      |                      |                      |                      |                      |  |  |                    |                    |                    |                    |                    |                    |  |  |                    |                    |                    |                    |                    |                    |  |  | Hermiona Grangerová   |                    |                    |                    |                    |                    |  |  |                     |                     |                     |                     |                     |                     |
|  |  |                        |                        |                        |                        |                        |                        |  |  |                       |                       |                       |                       |                       |                       |                    |                    |                      |                      |                      |                      |                      |                      |  |  |                    |                    |                    |                    |                    |                    |  |  |                    |                    |                    |                    |                    |                    |  |  |                       |                    |                    |                    |                    |                    |  |  |                     |                     |                     |                     |                     |                     |
|  |  |                        |                        |                        |                        |                        |                        |  |  |                       |                       |                       |                       |                       |                       |                    |                    |                      |                      |                      |                      |                      |                      |  |  |                    |                    |                    |                    |                    |                    |  |  |                    |                    |                    |                    |                    |                    |  |  |                       |                    |                    |                    |                    |                    |  |  | James Potter        |                     |                     |                     |                     |                     |
|  |  |                        |                        |                        |                        |                        |                        |  |  |                       |                       |                       |                       |                       |                       |                    |                    |                      |                      |                      |                      |                      |                      |  |  |                    |                    |                    |                    |                    |                    |  |  |                    |                    |                    |                    |                    |                    |  |  |                       |                    |                    |                    |                    |                    |  |  |                     |                     |                     |                     |                     |                     |
|  |  |                        |                        |                        |                        |                        |                        |  |  |                       |                       |                       |                       |                       |                       |                    |                    |                      |                      |                      |                      |                      |                      |  |  |                    |                    |                    |                    |                    |                    |  |  |                    |                    |                    |                    |                    |                    |  |  | Ginevra Weasley       |                    |                    |                    |                    |                    |  |  |                     |                     |                     |                     |                     |                     |
|  |  |                        |                        |                        |                        |                        |                        |  |  |                       |                       |                       |                       |                       |                       |                    |                    |                      |                      |                      |                      |                      |                      |  |  |                    |                    |                    |                    |                    |                    |  |  |                    |                    |                    |                    |                    |                    |  |  |                       |                    |                    |                    |                    |                    |  |  |                     |                     |                     |                     |                     |                     |
|  |  |                        |                        |                        |                        |                        |                        |  |  |                       |                       |                       |                       |                       |                       |                    |                    |                      |                      |                      |                      |                      |                      |  |  |                    |                    |                    |                    |                    |                    |  |  |                    |                    |                    |                    |                    |                    |  |  |                       |                    |                    |                    |                    |                    |  |  | Albus Potter        |                     |                     |                     |                     |                     |
|  |  |                        |                        |                        |                        |                        |                        |  |  |                       |                       |                       |                       |                       |                       |                    |                    |                      |                      |                      |                      |                      |                      |  |  |                    |                    |                    |                    |                    |                    |  |  |                    |                    |                    |                    |                    |                    |  |  |                       |                    |                    |                    |                    |                    |  |  |                     |                     |                     |                     |                     |                     |
|  |  |                        |                        |                        |                        |                        |                        |  |  |                       |                       |                       |                       |                       |                       |                    |                    |                      |                      |                      |                      |                      |                      |  |  |                    |                    |                    |                    |                    |                    |  |  |                    |                    |                    |                    |                    |                    |  |  | Harry Potter          |                    |                    |                    |                    |                    |  |  |                     |                     |                     |                     |                     |                     |
|  |  |                        |                        |                        |                        |                        |                        |  |  |                       |                       |                       |                       |                       |                       |                    |                    |                      |                      |                      |                      |                      |                      |  |  |                    |                    |                    |                    |                    |                    |  |  |                    |                    |                    |                    |                    |                    |  |  |                       |                    |                    |                    |                    |                    |  |  |                     |                     |                     |                     |                     |                     |
|  |  |                        |                        |                        |                        |                        |                        |  |  |                       |                       |                       |                       |                       |                       |                    |                    |                      |                      |                      |                      |                      |                      |  |  |                    |                    |                    |                    |                    |                    |  |  |                    |                    |                    |                    |                    |                    |  |  |                       |                    |                    |                    |                    |                    |  |  | Lily Potterová      |                     |                     |                     |                     |                     |
|  |  |                        |                        |                        |                        |                        |                        |  |  |                       |                       |                       |                       |                       |                       |                    |                    |                      |                      |                      |                      |                      |                      |  |  |                    |                    |                    |                    |                    |                    |  |  |                    |                    |                    |                    |                    |                    |  |  |                       |                    |                    |                    |                    |                    |  |  |                     |                     |                     |                     |                     |                     |

Jména vyznačená tučně byla odstraněna z rodokmenu na Grimmauldově náměstí 12:
- Isla Blacková, protože si vzala mudlu Boba Hitchense
- Phineas Black, protože podporoval práva mudlů
- Marius Black, protože byl moták
- Cedrella Blacková, protože si vzala krvezrádce Septima Weasleyho
- Alphard Black, protože odkázal peníze Siriovi
- Sirius Black, protože utekl z domova
- Andromeda Blacková, protože si vzala původem mudlu Teda Tonkse